# Кокорекино (Владимирская область)
Кокорекино — деревня в Юрьев-Польском районе Владимирской области России, входит в состав Симского сельского поселения.

## География
Деревня расположена на берегу речки Кисть в 17 км на юго-запад от центра поселения села Сима и в 35 км на северо-запад от райцентра города Юрьев-Польский.

## История
В XIX — начале XX века деревня входила в состав Симской волости Юрьевского уезда, с 1925 года — в составе Юрьев-Польского уезда Иваново-Вознесенской губернии. В 1859 году в деревне числилось 23 двора, в 1905 году — 35 дворов.
С 1929 года данная деревня входила в состав Вороговского сельсовета Юрьев-Польского района, с 1940 года — в составе Стряпковского сельсовета, с 1959 года — в составе Матвейщевского сельсовета, с 2002 года — в составе Симского сельского округа, с 2005 года — в составе Симского сельского поселения.

## Население
| 1859 | 1905 | 2002 | 2010 | 2021 |
| ---- | ---- | ---- | ---- | ---- |
| 192  | ↗273 | ↘2   | ↘1   | ↘0   |